# Leopoldius coronatus
Leopoldius coronatus – gatunek muchówki z podrzędu krótkoczułkich i rodziny wyślepkowatych.
Gatunek ten opisany został w 1857 roku przez Camillo Róndaniego jako Brachyglossum coronatum.
Muchówka o smukłym ciele długości od 12 do 13 mm. Głowa jej ma żółte z czarnym wzorem czoło, zaciemniały wzgórek przyoczkowy, a twarz żółtą ze srebrzystym opyleniem. Czułki są czarne, lancetowate. Ryjek jest miękki, zgrubiały i wyraźnie krótszy niż głowa. Tułów ma barwę czarną z żółtymi tarczką i guzami zaskrzydłowymi. Barwa przezmianek jest brązowa. Skrzydła cechuje brązowe przydymienie przedniego brzegu. Odnóża są żółte z przyciemnionymi stopami oraz czarnymi biodrami środkowej i tylnej pary, pozbawione ciemnych plam na powierzchniach zewnętrznych tylnej pary ud. Odwłok jest czarny z szerokimi, żółtymi przepaskami. Żółta przepaska na tylnej krawędzi drugiego segmentu odwłoka jest bardzo wąska, a czarne elementy na segmentach od trzeciego do piątego pozbawione przerw, choć mogą być wcięte. Narządy rozrodcze cechuje krótka i szeroka teka.
Owad znany z Portugalii, Andory, Francji, Belgii, Holandii, Niemiec, Szwajcarii, Austrii, Włoch, Polski, Czech, Słowacji, Węgier, Ukrainy, Rumunii i Bułgarii. Larwy są pasożytami osy dachowej.